# Заштићена крстарица
Заштићена крстарица је назив за врсту крстарице која се развила крајем XIX века, и која се од дотадашњих крстарица разликовала по оклопу којим су се штитили топови, односно бродски строј. 
Труп и остали делови брода нису били обложени оклопом. 
Заштићене крстарице су врло брзо инфериорнима учинили оклопни крсташи, а почетком XX века је развој металургије довео до јефтинијег оклопа и стварања тзв. лаких оклопних крсташа, данас познатих као лаке крстарице.
Најпознатија заштићена крстарица у историји је руска Аурора, чији су пуцњеви означили почетак октобарске револуције.